# Грейам (острів)
Острів Грейам або Грем (англ. Graham Island) — найбільший острів у складі архіпелагу Хайда-Гваї. Двадцять-другий за розмірами острів у Канаді й 101-й у світі. Острів Грейгем розташований за 120 км на захід від міста Прінс-Руперта, та за 770 км на північ від міста Ванкувера.
Площа острова становить 6 361 км². Довжина берегової лінії — 1 106 км. Населення острова приблизно 4 475 осіб у 2001 році. На острові декілька селищ:
- «Джокатла» (англ. Juskatla)
- «Массет» (англ. Masset)
- «Ольд- Массет» (англ. Old Master)
- «Порт-Клементс» (англ. Port Clements)
- «Квін-Шарлотт» (англ. Queen Charlotte)
- «Скидгейть»(англ. Skidegate)
- «Тлел» (англ. Tlell)

На крайньому сході острова знаходиться провінційний парк «Найкун» (англ. Naikoon Provincial Park), площею 72 640 гектари.

## Історія
Острів Грейам було названо капітаном корабля «Віраго» (англ. Virago) Джемсом Чарльзом на честь Джеймса Грейама (англ. James Graham), адмірала Королівського флоту Великої Британії.